# Denise Berthoud
Denise Berthoud (* 27. September 1916 in Neuenburg; † 26. Februar 2005) war eine Schweizer Juristin.

## Herkunft, Ausbildung
Berthoud wurde als Tochter von Henri Berthoud (1877–1948) in Neuenburg geboren. Ihr Vater sass unter anderem für die Freisinnigen im Gemeinderat der Stadt Neuenburg, im Grossen Rat des Kantons Neuenburg und schliesslich im Nationalrat.
Berthoud studierte Rechtwissenschaften und Versicherungsmathematik an der Universität Neuenburg. Sie promovierte 1942.

## Beruf
Berthoud arbeitete als Rechtsanwältin und sass von 1959 bis 1986 im Verwaltungsrat der Altstadt Versicherung, die 1996 in der Zürich Versicherung aufging.

## Zivilgesellschaftliches Engagement
Sie arbeitete im Schweizerischen Verband der Akademikerinnen mit, präsidierte die Grosse Ausstellungskommission der SAFFA 1958. Ab 1952 war sie Mitglied und von 1955 bis 1959 Präsidentin des Bundes Schweizerischer Frauenorganisationen. Seit 1980 war sie dort auch Ehrenmitglied. Sie war von 1957 bis 1979 in der Eidgenössischen Kommission für Handelspolitik Mitglied und gehörte von 1958 bis 1986 dem Landesverteidigungsrat (ab 1981 Rat für Gesamtverteidigung) an. Ausserdem war sie Direktoriumsmitglied des Schweizerischen Roten Kreuzes von 1958 bis 1969, von 1968 bis 1980 Vizepräsidentin des Forum Helveticum und Präsidentin der Schweizerischen Gesellschaft für praktische Sozialforschung. Ebenfalls arbeitete sie neben weiteren Engagements im Schweizerischen Bund für Zivilschutz mit.

## Werk
- L’assurance des marchandises contre les risques de transport. Conditions générales suisses de 1940. Zugleich Dissertation Universität Neuenburg. Neuenburg 1942.